# Benton (Louisiana)
Benton is een plaats (town) in de Amerikaanse staat Louisiana, en valt bestuurlijk gezien onder Bossier Parish.

## Demografie
Bij de volkstelling in 2000 werd het aantal inwoners vastgesteld op 2035.
In 2006 is het aantal inwoners door het United States Census Bureau geschat op 2874, een stijging van 839 (41,2%).

## Geografie
Volgens het United States Census Bureau beslaat de plaats een oppervlakte van
5,0 km², geheel bestaande uit land. Benton ligt op ongeveer 55 m boven zeeniveau.

## Plaatsen in de nabije omgeving
De onderstaande figuur toont nabijgelegen plaatsen in een straal van 20 km rond Benton.